# Občina Gornja Radgona
Gornja Radgona je ena izmed občin v Republiki Sloveniji. Sedež občine je v Gornji Radgoni. Na severozahodu meji na Občino Apače, na zahodu na Sveto Ano in Benedikt, na jugu na Sveto Trojico v Slovenskih Goricah, Cerkvenjak in Sveti Jurij ob Ščavnici in na vzhodu na občino Radenci.

## Zgodovina
Leta 1994 je Občina Gornja Radgona razpadla na tri samostojne občine: Občina Gornja Radgona, Občina Radenci in Občina Sveti Jurij.
30. novembra 2005 je Vlada Republike Slovenije podala mnenje, da se krajevno skupnost Apače izloči iz občine, kar se je zgodilo 1. marca 2006 z ustanovitvijo nove Občine Apače. Občina Gornja Radgona je tako izgubila dve krajevni skupnosti z 22 naselji.

## Naselja v občini
Samo občino sestavlja 5 krajevnih skupnosti, ki imajo skupaj 30 naselij:
Aženski Vrh, Črešnjevci, Gornja Radgona, Gornji Ivanjci, Hercegovščak, Ivanjski Vrh, Ivanjševci ob Ščavnici, Ivanjševski Vrh, Kunova, Lastomerci, Lokavci, Lomanoše, Mele, Negova, Norički Vrh, Očeslavci, Orehovci, Orehovski Vrh, Plitvički Vrh, Podgrad, Police, Ptujska Cesta, Radvenci, Rodmošci, Spodnja Ščavnica, Spodnji Ivanjci, Stavešinci, Stavešinski Vrh, Zagajski Vrh, Zbigovci